# Житница (област Кърджали)
Вижте пояснителната страница за други значения на Житница.
Житница е село в Южна България. То се намира в община Черноочене, област Кърджали.

## География
Село Житница се намира в полупланински район в Източните Родопи и се състои от 4 махали. Заедно със село Водач до 25 октомври 2015 г. са обединени в кметство Житница с общо постоянно живущо население над 600 души. От тази дата село Водач се обособява като отделно кметство.
Житница е разположено върху планинско плато, на 4 километра североизточно от административния център на общината село Черноочене. До нея може да се стигне по добре поддържан двулентов асфалтиран път.
Районът на селото е заобиколен от широколистни и вечнозелени гори и други населени места – Божурци, Ябълчени, Дядовско, Водач, Каняк, Бели вир. Река Перперек е една от най-големите притоци на трансграничната родопска река Арда.
Липсата на промишлено замърсяване в района допринася за максимално чистия и приятен въздух в района на село Житница, и е уникално място за производството на агроекологични земеделски продукти.

## Население
Численост и дял на етническите групи според преброяването на населението през 2011 г.:
|                     | Численост | Дял (в %) |
| Общо                | 248       | 100,00    |
| Българи             | 0         | 0,00      |
| Турци               | 247       | 99,59     |
| Цигани              | 0         | 0,00      |
| Други               | 0         | 0,00      |
| Не се самоопределят | 0         | 0,00      |
| Неотговорили        | 1         | 0,40      |

## Религии
Населението изповядва исляма – мюсюлмани (сунити).

## История
Корените на селото се простират векове назад. Според преданията, първите заселници били майстори строители на хамбари, откъдето идва и името му. От четирите първоначални махали – Хамбарджълар, Читаклар, Хамбарджълар и Дормахала – с течение на времето се оформило селото, което познаваме днес. Местността, някога покрита с гъста гора, била постепенно усвоена чрез упорита работа на поколенията. Богатите пасища и плодородните ниви превърнали селото в привлекателно място за живот.

## Обществени институции
Основно училище „Йордан Йовков“ в село Житница беше образователен център за деца от селата Житница, Дядовско, Каняк и Водач. Поради демографската криза и намаляване на раждаемостта, броят на учениците в училището достигна критично ниско ниво. В резултат, през учебната 2015/2016 г., училището бе принудено да прекрати дейността си.
Детска градина „Знаме на мира“ група „Славейче“ функционира с децата от селата Житница, Водач, Дядовско, Каняк и Яворово.

## Редовни събития
Всяка година десетки мюсюлмани се стичат, за да отправят молитвите си към Всевишния за берекет и дъжд, в най-старата джамия „Чъбъклъ“ в община Черноочене, която се намира в село Водач. Ритуалът е организира от настоятелството на „Чъбъклъ“ джамия в село Водач. Присъстващите похапват от традиционната гозба за тези случаи – пилаф, който се подготвя от телешко месо и ориз.
Според преданието тази джамия е построена преди векове от местен богаташ в памет на момичетата, които са отнесени от придошлите води на реката. Навремето там се е намирало село Водач (Чъбъклъ), което се е изместило след нападната чума. Джамията и гробището е останало като памет за изчезналото село. С помощта на дарения от учреждения и местни жители сградата е обновена и е издигнато минаре. Особени заслуги в обновяването имат Община Черноочене и бивши жители на Водач, които се изселили в пловдивското село Устина.
С молитвата в село Водач в района започват традиционните молебени за дъжд и берекет, които се отправят през летните месеци.
Празнува се Рамазан байрам, Курбан байрам и Хъдърлез. Няма други съществени събития от местно значение, които да се празнуват.
През 2006 г. започва усилена телефонизация на селото, което е част от десетте кметства попадащи в обхвата на проекта. По този начин хората имат и високоскоростен интернет.
Основният поминък на населението е бил тютюна. Годишно се добивало над 40 тона качествен тютюн от сортова група „Басми“, сорт „Крумовград“. Нивите са раздробени и се обработват единично. Местното население се занимава и с животновъдство. Интересно е и атрактивното отглеждане на щрауси.